# Skyum Idrætsefterskole
Skyum Idrætsefterskole er en efterskole i landsbyen Skyum i Thy. Skolen tilbyder 10. klasse med profilfag i sport sammen med obligatoriske boglige fag. Skolen optager 180 elever og har 21 undervisere. Skolen ønsker ud fra et grundtvigsk livssyn at give eleverne del i danske kulturværdier med gymnastik, fortælling og sang på fremtrædende pladser.

## Skyum Idrætsefterskole
Skolen udbyder fire sportslinjer: Dans, fodbold, håndbold og springgymnastik. 
Gymnastik er obligatorisk som fællesfag. Skyum Idrætsefterskole tilbyder uddannelse som trænerleder i de fire sportslinjer. Der undervises i idrætsteori, idrætsskader, pædagogik og psykologi i kombination med praktisk undervisning. I undervisningen træner eleverne styrke, spring, balance, motorik og udtryk. 
I 2017 tiltrådte Svend Hagelskjær som forstander. Han afløste Hanne Haldrup, som var forstander fra 2005-2017, mens hendes mand Hans Jørgen Jensen var viceforstander.
I efteråret 2019 tilbød Skyum Idrætsefterskole en linje for de ordblinde, som gerne ville dyrke sport. Skolen ønskede et professionelt undervisningstilbud til ordblinde og unge med læsevanskeligheder . 

## Idrætsfaciliteter
- Sportshal
- Kunstgræsbane med internationale mål og ekstra træningsareal
- Springcenter (med fasttrack, stortrampoliner, springgrave, løsskumgrav, bungee-seler og skill-capture-system)
- Badmintonbaner
- Volleyballbane

## Samarbejdsklubber
- FC Thy
- Thy Håndbold
- Thisted FC
- HF Mors